# 메틸 오렌지
메틸 오렌지(영어: methyl orange)는 벤젠고리를 두 개 포함하는 화합물의 일종이다. 헬리안틴 오렌지Ⅲ 또는 트로펠리온D라고도 한다.
분진 및 공기 화합물은 폭발할 수도 있으며, 유전자 돌연변이 야기 가능성이 있다.

## 지시약

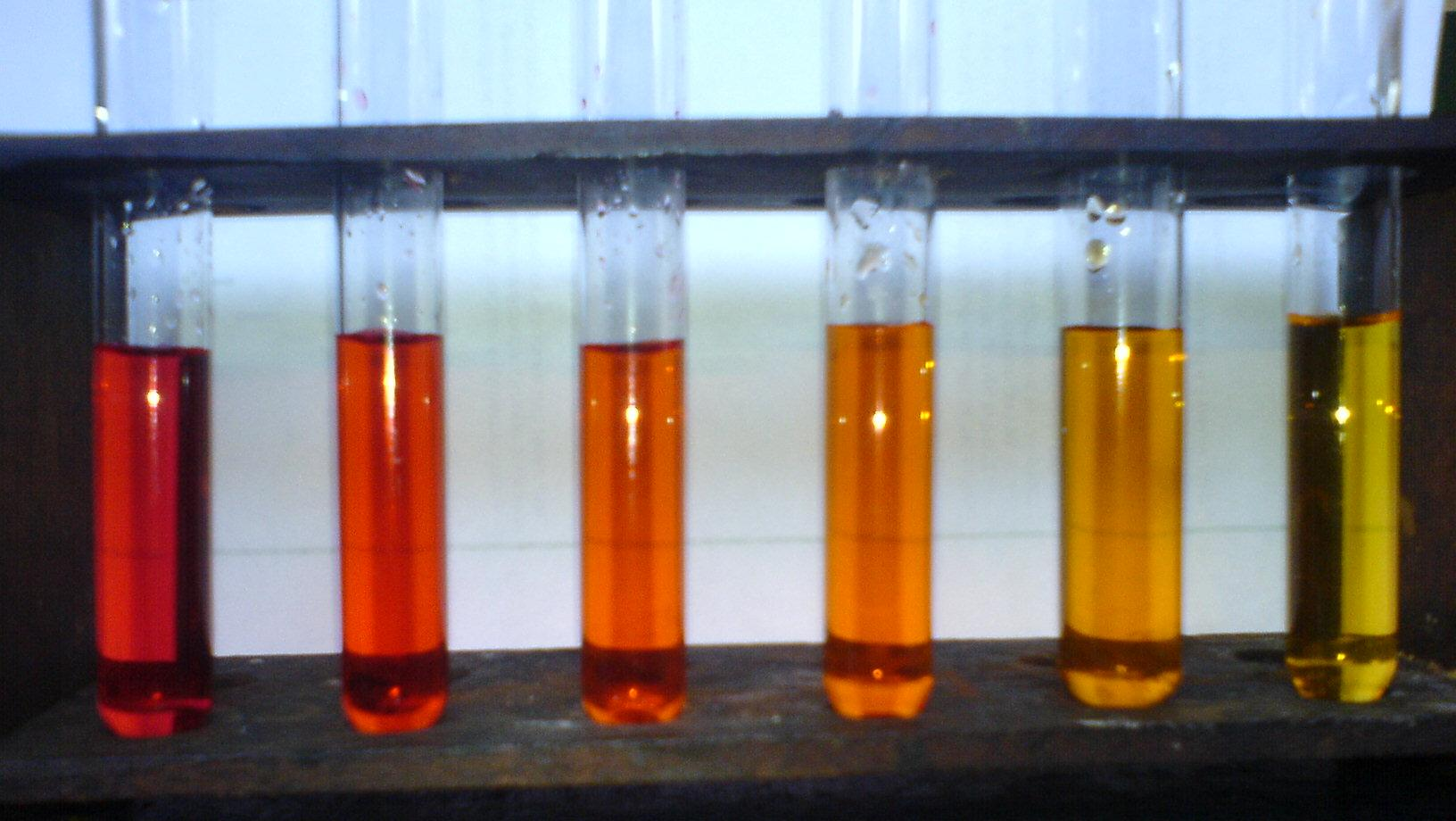
메틸 오렌지 수용액의 산도에 따른 색 변화. 왼쪽으로 갈수록 강산성이다.

메틸 오렌지는 보통 산 염기 지시약으로 사용하며, 염기성에선 노란색, 중성에선 주황색, 산성에서 붉은색을 띤다. 모든 수소 이온 농도에서 색변화를 띠나, 산성을 제외하면 그 구분이 명확하지 않아 주로 강산성 지시약으로만 사용된다. 보통 pH 농도 3.1 이하에서는 붉은색, 4.4 이상에서는 노란색을 띤다. 자일렌 시아놀에 용해된 메틸 오렌지는 pH 농도 3.2 이하에서 보라색, 4.2 이상에서 초록색을 띤다.
약염기를 강산으로 중화시킬 때 중화점을 찾는 지시약으로 사용하기도 한다.

## 제법
설파닐 산에 나트륨 화합물을 넣어 설파닐 산 나트륨염을 제조한 뒤 디아조화시켜 디아조늄 화합물, p-디아조벤젠술폰산염에 디메틸아닐린을 넣어 커플링 반응을 진행시킨다. 그 뒤 만들어지는 4-디메틸아미노아조벤젠-4-술폰산에 수산화 나트륨과 염화 나트륨을 넣어 중화 후 염석한다.

## 같이 보기
- 산·염기 지시약
- 리트머스 시험지
- 페놀프탈레인
- BTB 용액